# Outram Bangs
Outram Bangs (Watertown, Middlesex County (Massachusetts) 12 januari 1863 - Wareham, Plymouth County (Massachusetts) 22 september 1932) was een Amerikaanse zoöloog. Bangs studeerde tussen 1880 en 1884 aan de Harvard-universiteit. In 1900 werd hij conservator van de afdeling zoogdieren van het museum voor vergelijkende anatomie van deze universiteit. Hij bezocht in 1906 het eiland Jamaica en verzamelde daar duizenden balgen van vogels en zoogdieren, waaronder 100 type-exemplaren. Hij schreef meer dan 70 boeken en artikelen. Hij beschreef 5 genera en 31 vogelsoorten, zoals de caucasjakohoen (Penelope perspicax), waaronder 9 vogelsoorten in samenwerking met een andere auteur zoals de roetgaai (Perisoreus internigrans) (Thayer & Bangs, 1912).
- Biblioteca Nacional de España: XX4444177
- Gemeinsame Normdatei: 117562823
- International Standard Name Identifier: 0000 0000 7857 7142
- Library of Congress Control Number: no93036599
- Nationale Bibliotheek van Israël: 987007379666505171
- Nederlandse Thesaurus van Auteursnamen: 074903306
- SNAC: w6w68sxm
- Système universitaire de documentation: 181851229
- Virtual International Authority File: 31570092
- WorldCat: E39PBJxGYTJrmxK6GgBcCKMByd